# Photo12 Galerie
La Photo12 Galerie est une galerie d'art spécialisée dans la photographie contemporaine figurative du XXe siècle fondée en 2005 par Valérie-Anne Giscard d'Estaing.

## Photographie contemporaine humaniste
La galerie se compose de deux espaces d’expositions respectivement situés au 10 et 14 rue des Jardins-Saint-Paul dans le 4e arrondissement de Paris, en plein cœur du Marais historique,[source insuffisante]. Elle fait partie de Photo District Marais, communauté de galeries réunies autour de la Maison européenne de la photographie.
Depuis 2018, la galerie a également un espace à Santa Monica en Californie dans le centre artistique Bergamot Station,.
La Photo12 Galerie est consacrée à la photographie contemporaine figurative et défend des artistes inscrits dans la veine humaniste, tels que Benno Graziani, le couple Clark et Pougnaud,[source insuffisante], Christopher Thomas, Yury Toroptsov, Jean-Marie Périer,,, Norman Seeff ou Martin Usborne. La galerie s'attache également à explorer les liens étroits entre photographie et vidéo et co-organise des expositions avec des musées, fondations et autres institutions culturelles.

## Expositions et foires internationales
La galerie organise des expositions dans ses murs ainsi que dans des galeries partenaires au cœur de grandes capitales. Elle participe également à des foires internationales telles que  Photo Shanghai, Art Élysées Paris, Fotofever Paris, Photo L.A. ou encore Art Paris Art Fair,,.